# 내 남자 사용법
《내 남자 사용법》(영어: Think Like a Man)은 2012년 공개된 미국의 로맨틱 코미디 영화이다. 스티브 하비가 저술한 동명의 연애 서적이 원작이다.
2014년 속편 《내 남자 사용법 2》가 개봉하였다.

## 출연진
- 케빈 하트
- 메건 굿
- 터라지 P. 헨슨
- 테런스 J
- 리지나 홀
- 제리 퍼라라
- 개브리엘 유니언
- 로머니 맬코
- 마이클 일리
- 스티브 하비
- 웬디 윌리엄스
- 크리스 브라운
- 케리 힐슨
- 제니퍼 루이스
- 라 라 앤서니
- 모리스 체스트넛
- 애리엘 케블
- JB 스무브
- 켈리 롤런드
- 셰리 셰퍼드
- 티카 섬프터
- 토니 록
- 제시카 커마초
- 대런 콜리슨
- 리사 레슬리
- 론 아테스트